# Ушин, Николай Алексеевич
Николай Алексеевич Ушин (1898, Санкт-Петербург — 6 апреля 1942, Ленинград) — советский театральный художник и книжный график. Брат художника-графика Алексея Ушина.

## Биография
Учился в Академии Художеств у П. А. Шиллинговского (1923—1928).
В 1920-е — 1930-е годы создавал оформление к театральным постановкам. Он выработал для себя немного вычурный (т. н. «ушинский») стиль передачи образов революции, творчески переработав мотивы средневековой русской живописи и палехской лаковой миниатюры.
Создавал экслибрисы и литографии. Работая в издательстве «Academia», выполнил художественное оформление восьмитомника «Сказок 1001 ночи», получив за эту работу Золотую медаль Парижской выставки 1937 года. Другой известной работой художника для издательстве «Academia» стало оформление книги «Путешествия Лемюэля Гулливера» (переплёт, суперобложка и форзац), вышедшей в 1928 году.
Работы художника находятся во многих музеях Санкт-Петербурга.
Известно, что Николай Ушин дружил с известным певцом Н. К. Печковским и неоднократно гостил на его даче в Карташевской.
Известен один киноплакат Ушина, созданный им в 1922 году — к утраченному немому фильму «Отец Серафим».
Умер от голода 6 апреля 1942 в блокадном Ленинграде в период Великой Отечественной войны. Похоронен на Пискарёвском кладбище.

## Некоторые работы

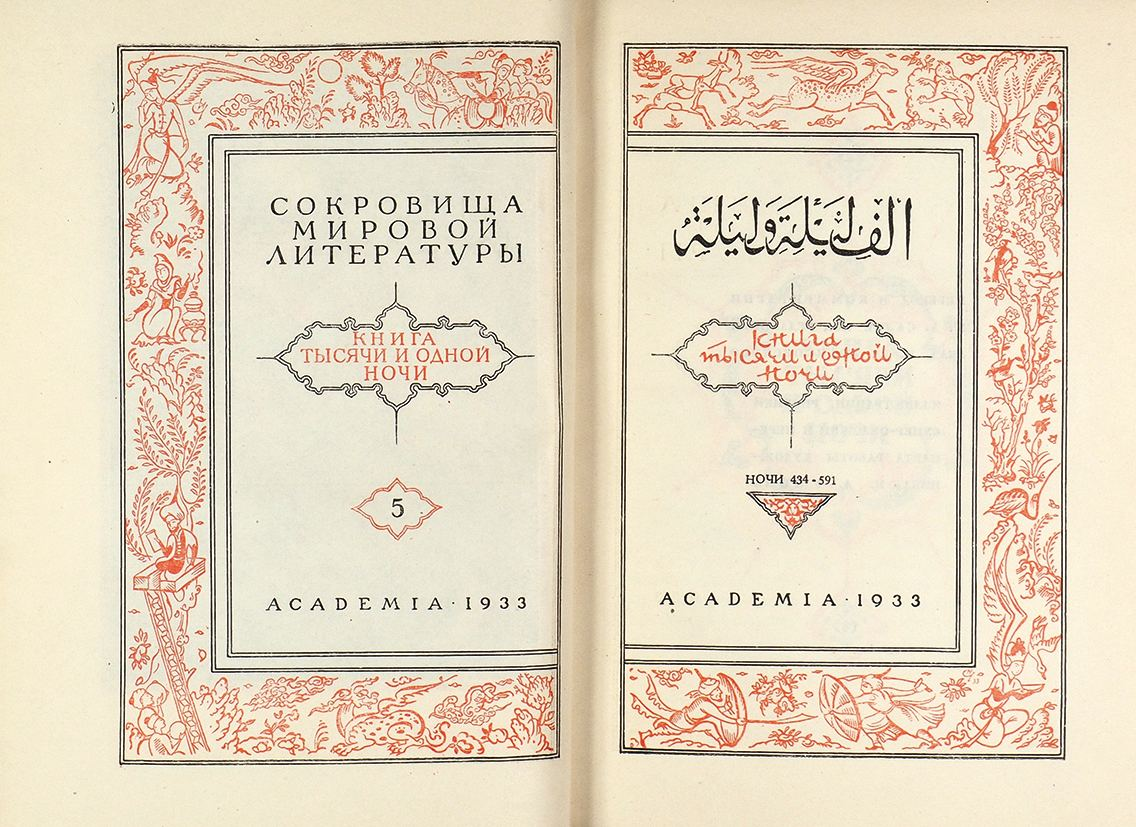
«Книга 1001 ночи», том 5, титульный разворот. 1930-е.
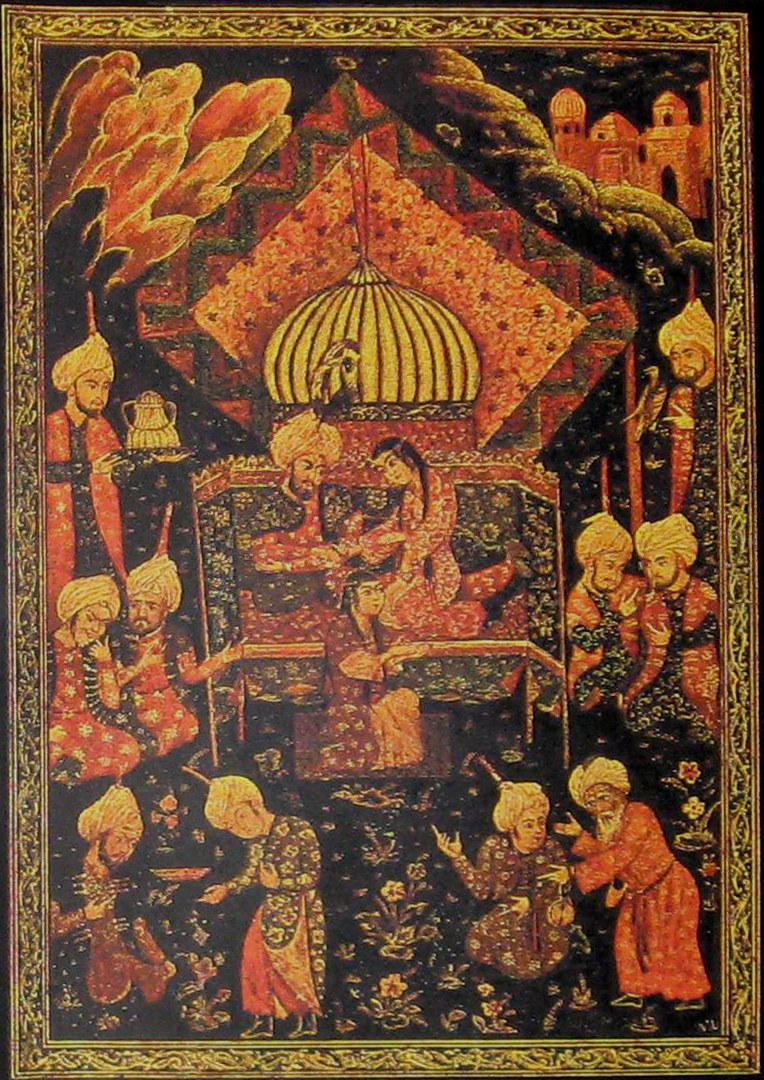
Иллюстрации к «Книге 1001 ночи»
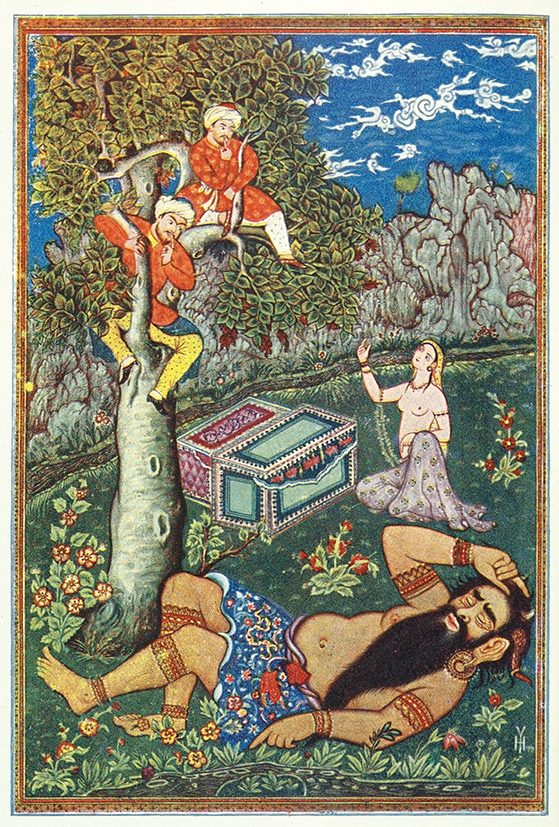
Иллюстрации к «Книге 1001 ночи»
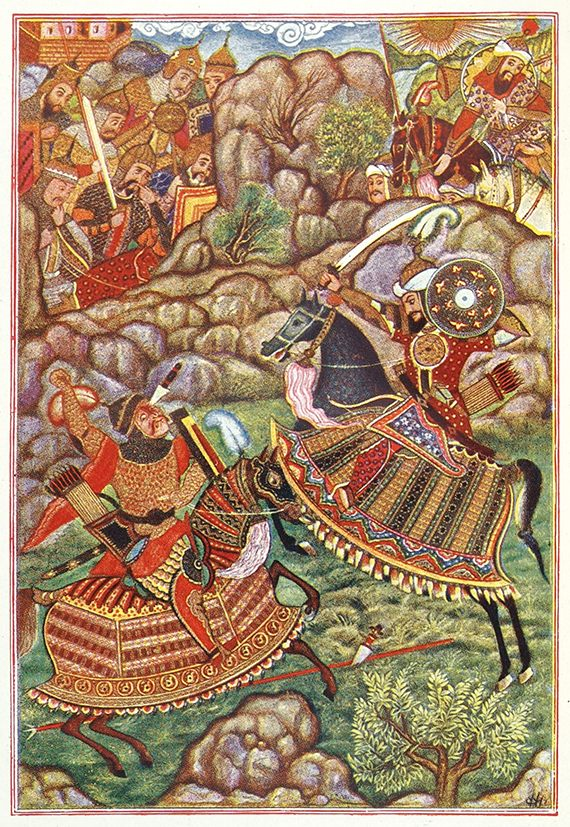
Иллюстрации к «Книге 1001 ночи»
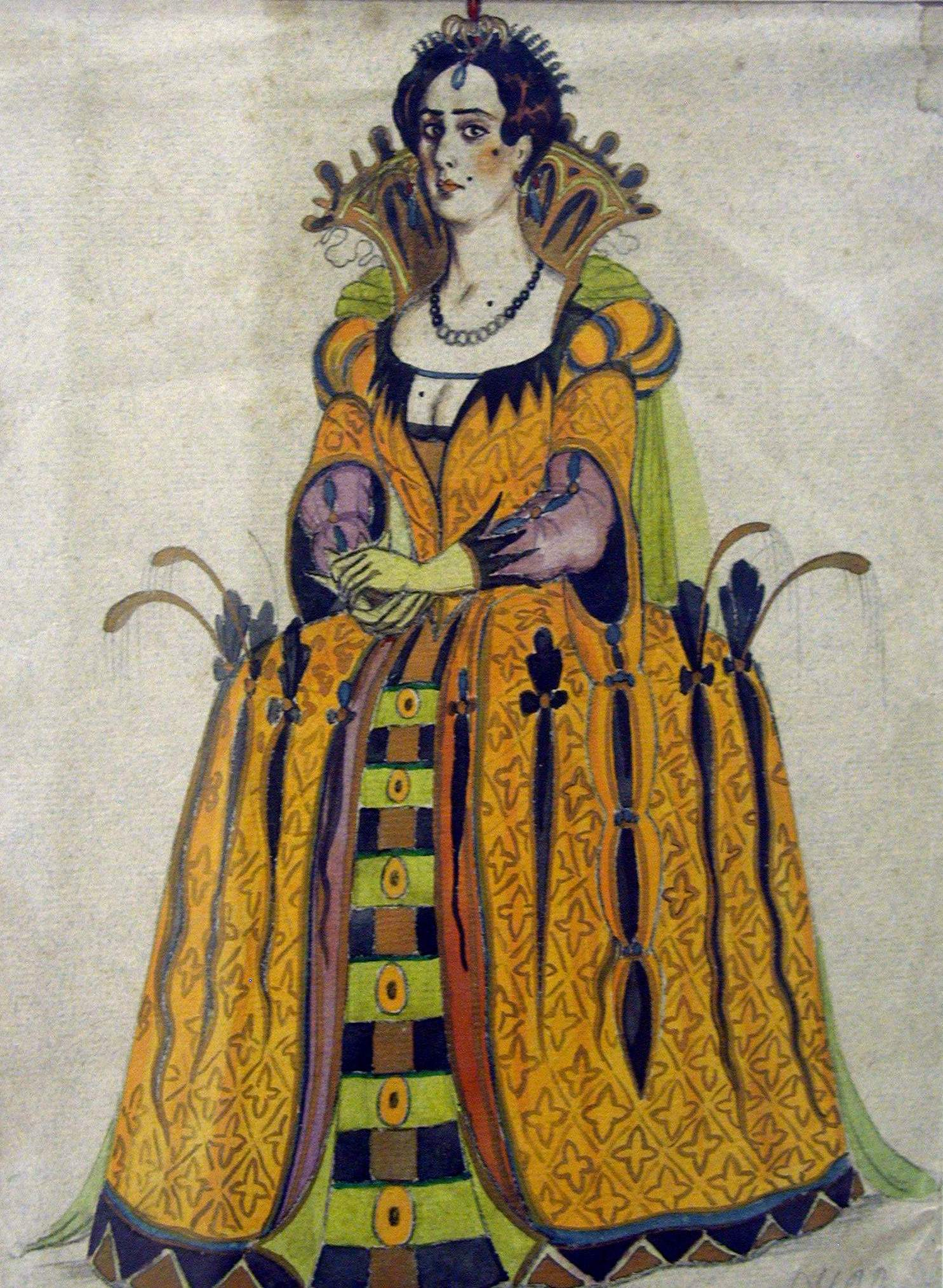
Эскиз женского костюма. 1930-е
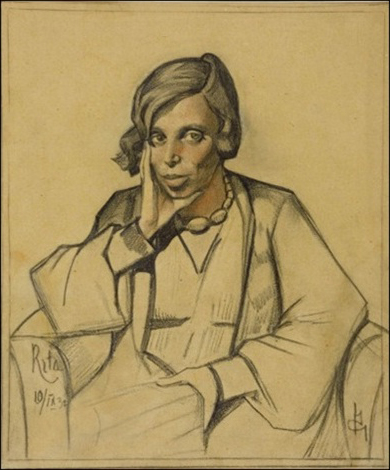
Портрет Риты Райт-Ковалёвой. 1932 год
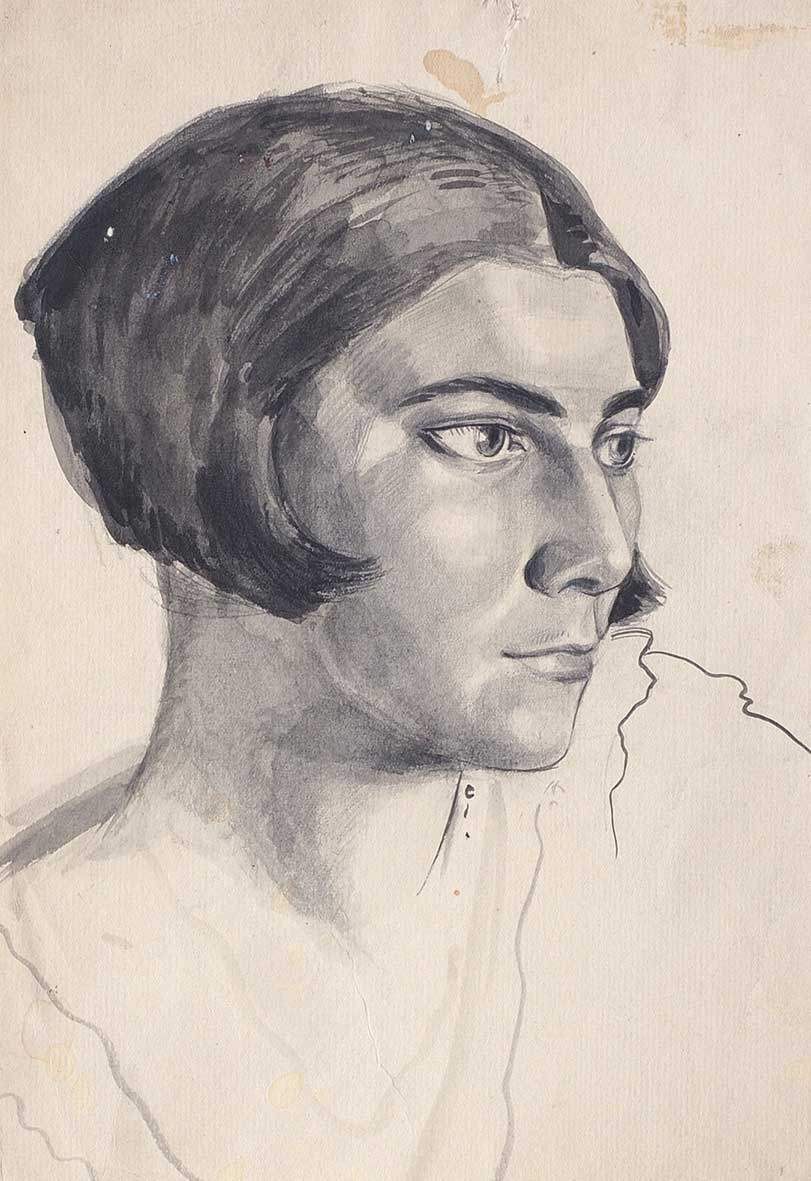
Портрет неизвестной. 1920-е
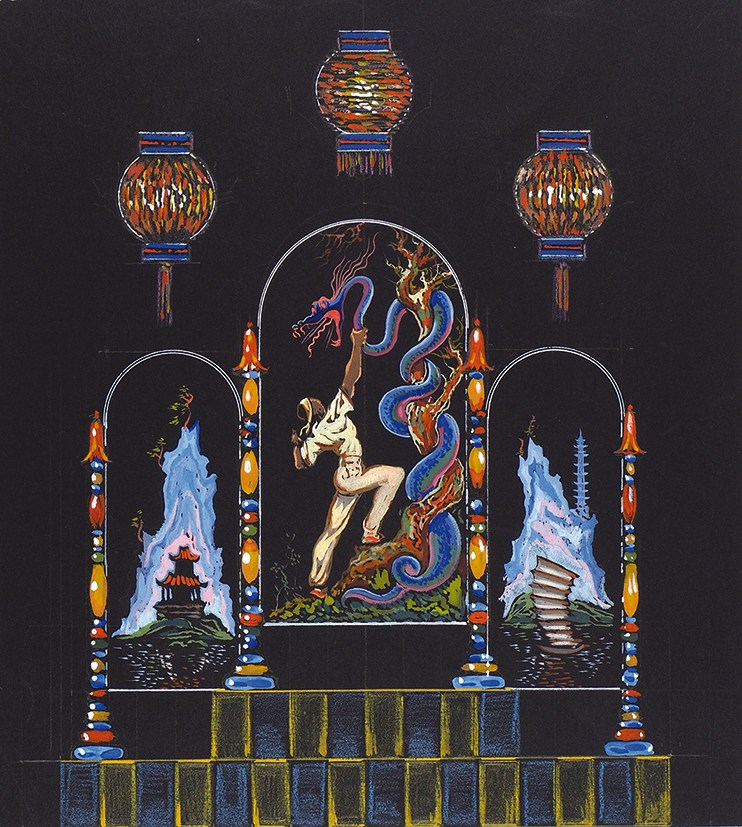
Эскиз для цирковой афиши. 1930-е

## Выставки
- Художники Советского театра (М., 1935)
- Художники Советского театра (Л., 1935)
- Советская иллюстрация за 5 лет (М., 1936)
- Выставка книжного знака (Курск, 1940)[14]